# Anne Parillaud
Anne Parillaud (* 6. května 1960 v Paříži) je francouzská herečka a první manželka režiséra Luca Bessona, držitelka francouzské filmové ceny César za snímek Brutální Nikita z roku 1990.

## Životopis
Poprvé byla provdána za režiséra filmu Brutální Nikita Luca Bessona, se kterým měla dceru. Jejím dalším manželem se stal francouzský skladatel elektronické hudby Jean-Michel Jarre.

## Umělecká kariéra
Ve francouzském filmu a v televizi začínala účinkovat v druhé polovině 70. let 20. století ještě jako studentka (studovala nejprve balet, později pak dramatické umění). Od roku 1977 také vystupuje v divadle. Mezi největší ženské herecké hvězdy francouzského filmu ji zařadila její zlomová hlavní role v kriminálním dramatu Brutální Nikita z roku 1990.

## Filmografie (výběr)
- 1981 Kdo nastaví kůži
- 1983 Bojovník
- 1990 Brutální Nikita
- 1992 Nevinná krev
- 1993 Mapa lidského srdce
- 1995 Frankie hvězdář
- 1998 Nájemný vrah
- 1998 Muž se železnou maskou
- 2002 Gansteři
- 2005 Chci se líbit
- 2007 Zeptej se nejdřív dětí
- 2010 Kouzlo na plátně
- 2012 Co den dluží noci
- 2025 Balerína: Ze světa Johna Wicka